# Zhang Shan
Zhang Shan, född 23 mars 1968 i Nanchong, är en kinesisk sportskytt.
Hon blev olympisk guldmedaljör i skeet vid sommarspelen 1992 i Barcelona.